# Карім Лала
Карім Лала (від народження — Абдул Карім Шер Хан; нар. 1911, село Самалам (провінція Кунар), Афганістан — 19 лютого 2002) — у минулому відомий в Індії як один із трьох «мафіозних донів Мумбаї» впродовж понад двох десятиліть (1960-тих до початку 1980-тих років). Двома іншими були: Мастан Мірза, відомий як Хаджі Мастан, і Варадараджан Мудаліар.

## Життєпис
Карім Лала був пуштунським патханом (пуштуном), який приїхав зі своєю великою родиною з Кунара, Афганістан, до Мумбаї (тоді Бомбея) у 1920-тих роках. Його сім'я оселилася в одному з найбільш густонаселених і бідніших мусульманських районів Бхенді Базар на півдні Мумбаї. Почавши працювати звичайним робітником у доках Мумбаї, він згодом приєднався до банди етнічних патанів, які працювали нелегальними агентами з відшкодування збитків серед боржників, переважно лихварів, орендодавців та бізнесменів. 
Понад два десятиліття він був лідером жахливої «банди Патан», яка діяла у зубожілих і злочинних мусульманських районах Південного Мумбаї, таких як Донгрі, Нагпада, Бенді Базар і Мохаммад Алі Роуд. Банда Патана була залучена до організації незаконних азартних ігор (сатта) і алкогольних притонів, повернення грошей, незаконного виселення із землі, викрадення людей, рекету (хафта), замовних вбивств (супарі), розповсюдження наркотиків і фальшивої валюти.
Незабаром Лала піднявся по службі і став главою «банди Патанів», яка прославилася замовними вбивствами, примусовими виселеннями, викраденнями та вимаганнями. Банда керувала кількома «карром-клубами», які фактично були прикриттям для незаконного лихварства, азартних ігор та рекету. 
У 1970-тих роках Карім Лала уклав угоду з двома іншими кримінальними діячами — Хаджі Мастаном і Варадараджаном — щодо розподілу Мумбаї між ними трьома; завдяки цьому вони могли вільно вести свою злочинну діяльність без будь-яких міжусобних конфліктів.

### Особисте життя
Карім Лала був одруженим з двома дружинами і мав по одній доньці від кожної з них. З часом, виховував онука як сина.

### 1970-ті— 2000-ні роки
Внаслідок погіршення стану здоров'я наприкінці 1970-тих років К. Лала поступово передав керівництво кримінальним угрупуванням своєму племіннику Самад Хану, а потім очолював його готельний і транспортний бізнес. Хоча у Лали було кілька нелегітимних підприємств, його законний бізнес включав два готелі (Al Karim Hotel і New India Hotel), а також туристичне та паспортне агентство під назвою New India Tours and Travels.
К. Лала підтримував дружні стосунки з іншими своїми колегами — Хаджі Мастаном і Варадараджаном. Він також був близький до верховного лідера Шів Сени Бала Теккерея. У 1980 році Лала безуспішно намагався укласти мир між своїм племінником Самад Ханом та його суперниками: Шабіром Ібрагімом Каскаром і Давудом Ібрагімом Каскаром.
Лала також проводив «дурбар» — щотижневе зібрання, на якому люди з різних сфер життя розповідали К. Лалі про свої потреби, скарги, і він допомагав їм двома шляхами: або фінансово, або добивався справедливості, використовуючи м'язову силу своєї банди.
Помер Карім Лала 19 лютого 2002 року у віці 90 років.

## Згадки у масовій культурі
Під час піку своєї популярності К. Лала часто запрошував акторів з Боллівуду на вечірки, святкування тощо. Внаслідок цього, багато персонажів з боллівудських кінофільмів дуже нагадують Каріма Лалу його манерами та акцентом.
Так, у кінострічці 1973 року «Занджір» дует сценаристів Салім-Джавед створив персонажа під назвою «Шер Хан» (виконавець ролі — актор Пран), манери якого нагадували Каріма Лала.
К. Лала вважається праобразом глави місцевого мафіозного клану, афганця, лорда Абделя Кадера Хана в романі-бестселері 2003 року австралійського письменника Ґреґорі Девіда Робертса «Шантарам», в якому Карім поділяє особисту та поведінкову схожість із вигаданим кримінальним персонажем.